# 沃尔特湖 (奥地利)

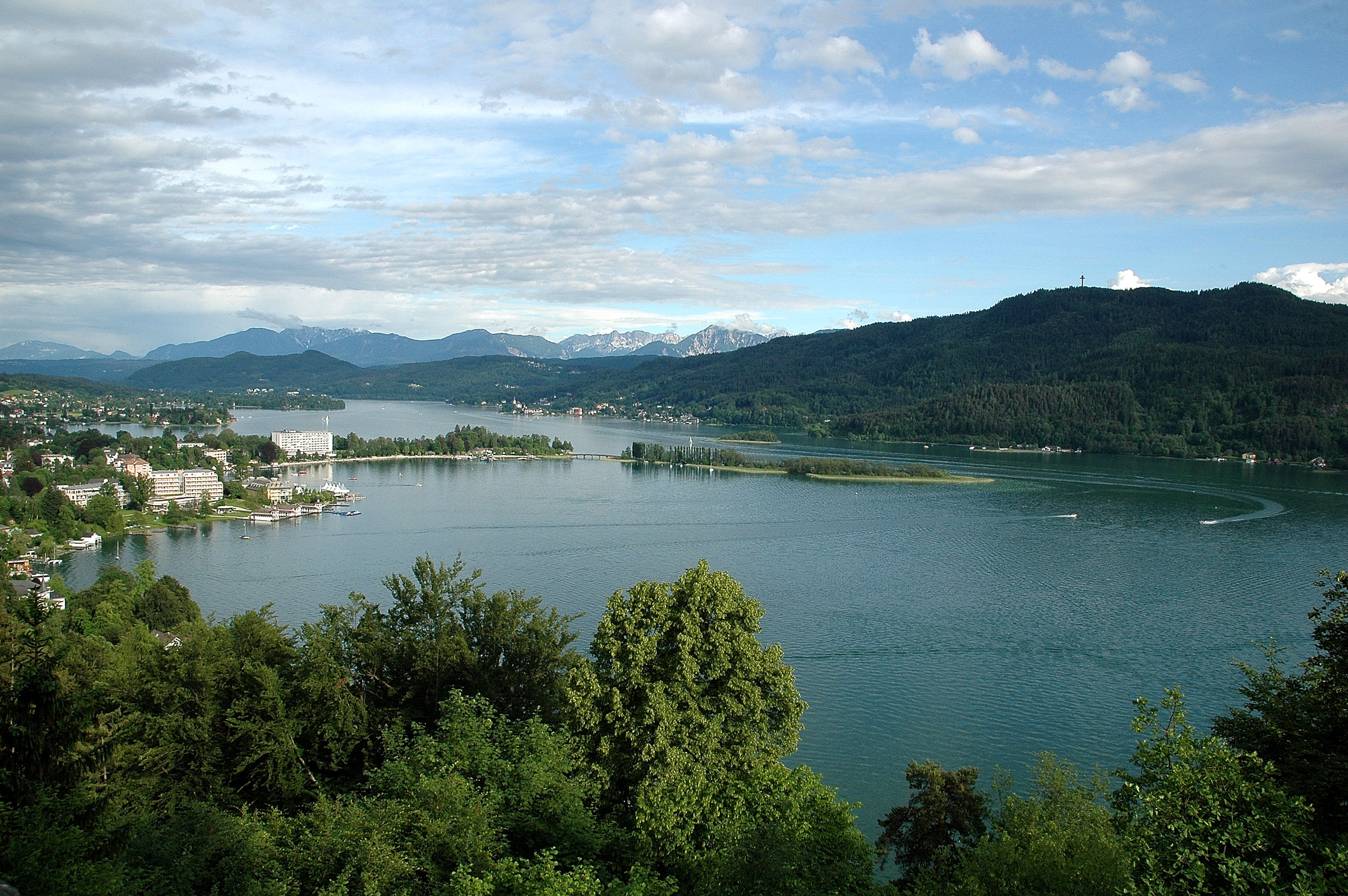

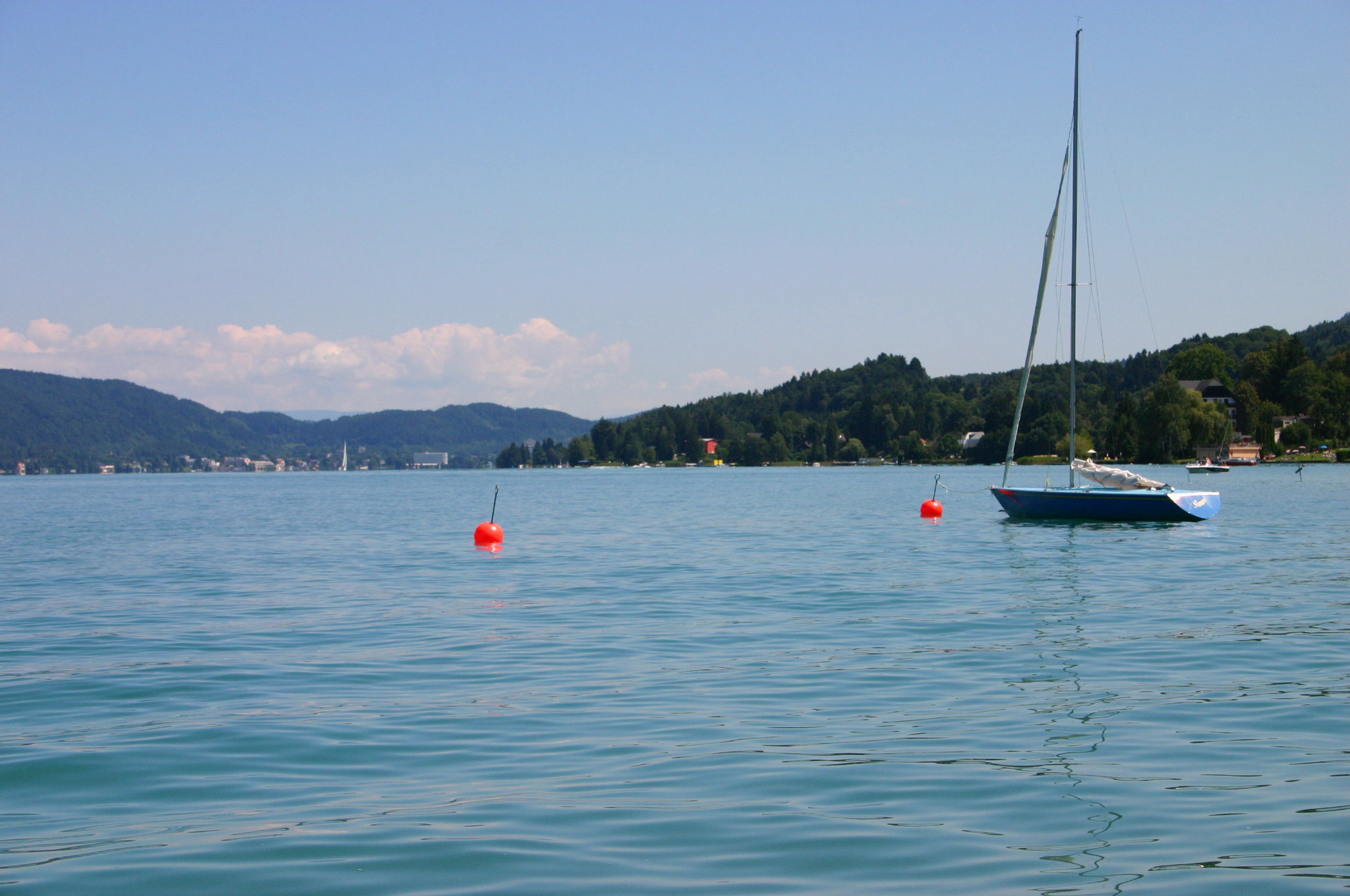

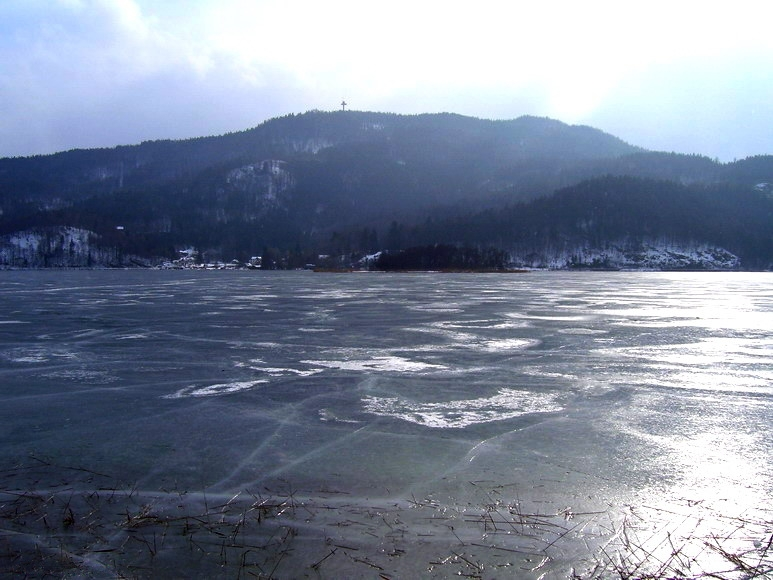

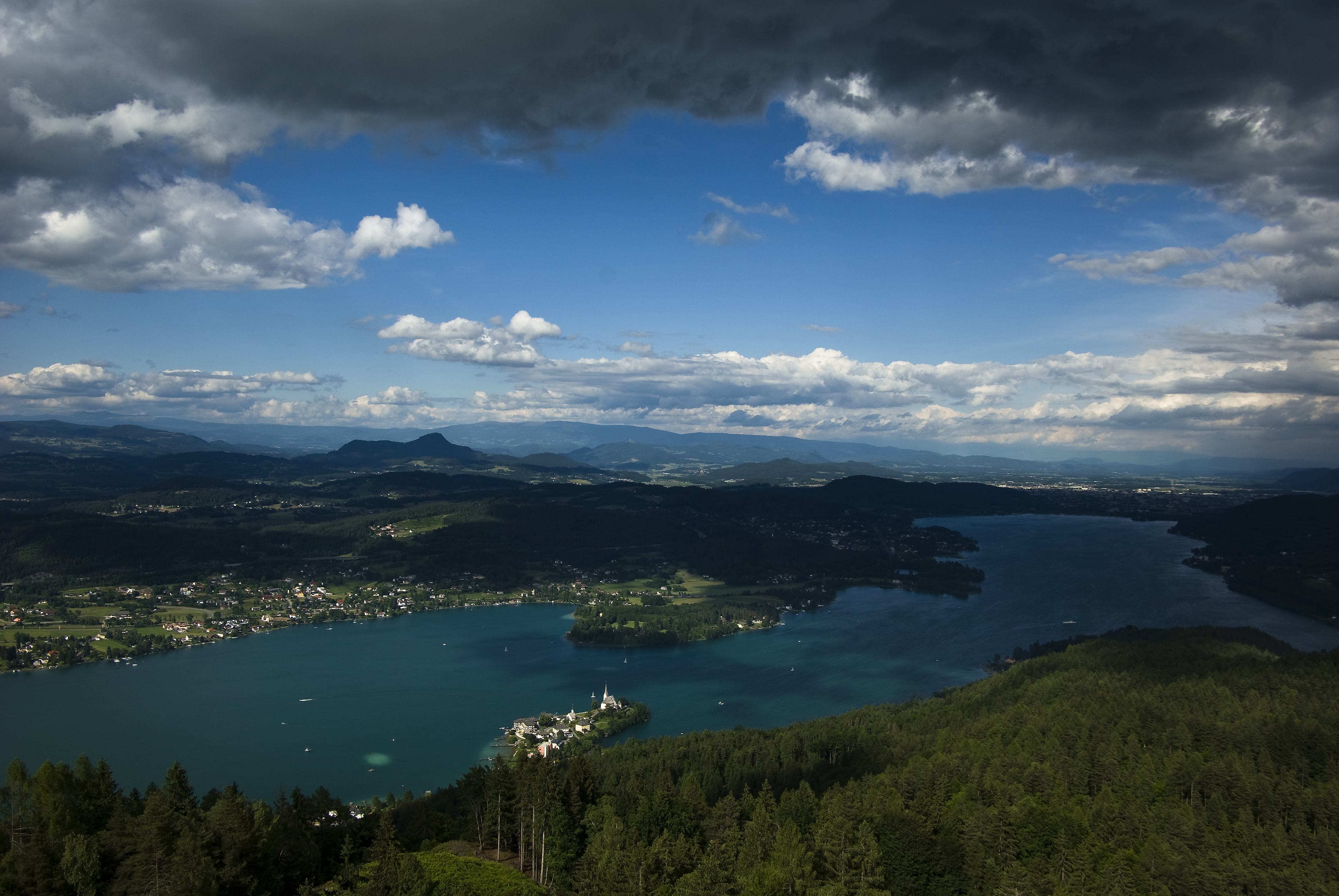

46°38′N 14°09′E / 46.633°N 14.150°E
沃尔特湖（德語發音：[ˈvœʁtɐˌzeː] ⓘ）是奧地利的湖泊，由克恩頓州負責管轄，長16公里、寬2公里，面積19平方公里，集水區面積162平方公里，海拔高度439米，平均水深42米，最大水深85.2米。

## 外部連結
- Information from the Carinthian Institute of Limnology （页面存档备份，存于）